# Getto di inchiostro

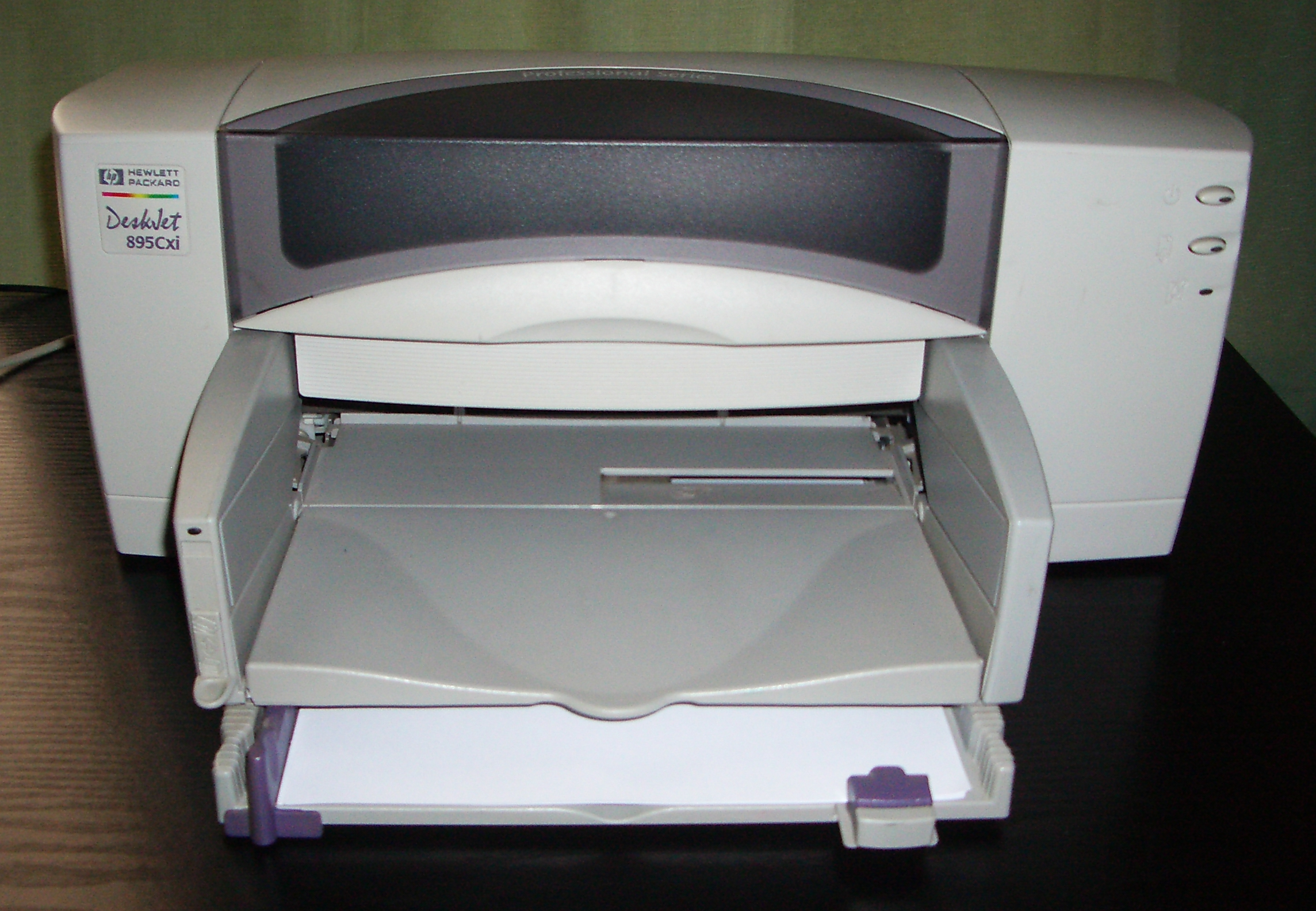
HP deskjet printer

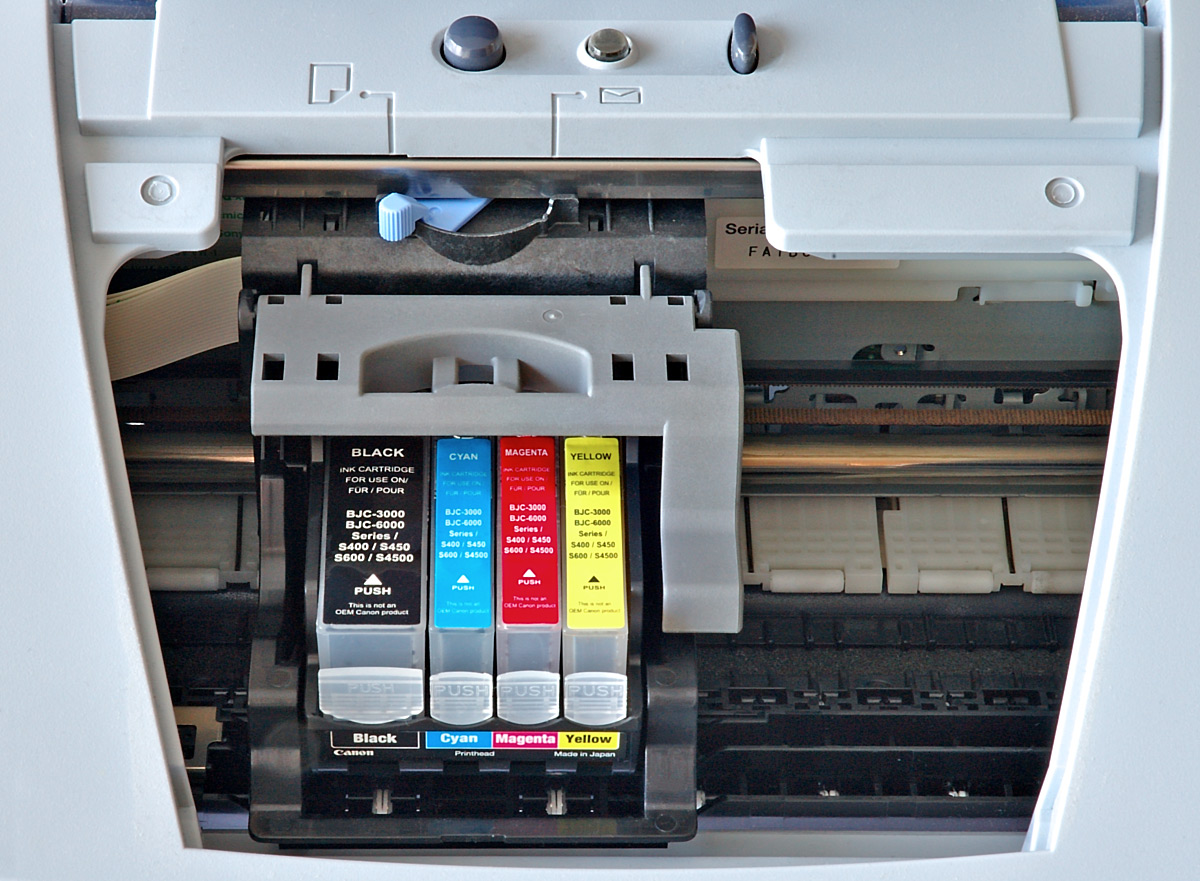
Cartucce d'inchiostro

Il getto di inchiostro (in inglese inkjet, più raramente ink-jet) è una tecnologia di stampa che consiste nel proiettare minuscole goccioline di inchiostro sul supporto da stampare.

## Descrizione

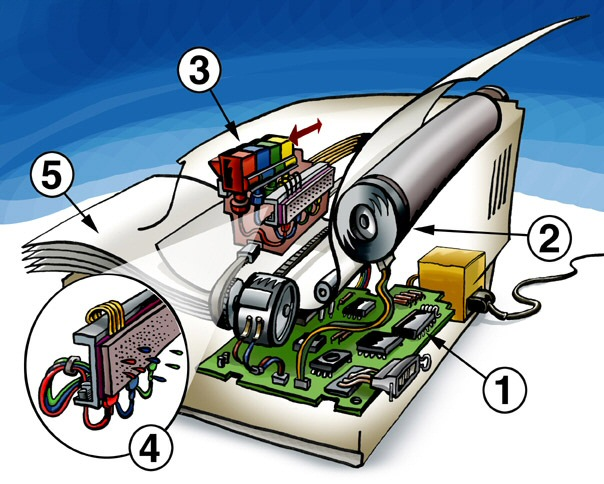
Schema di funzionamento di una stampante a getto d'inchiostro

La tipica stampante a getto d'inchiostro presenta un carrello che si muove avanti e indietro per tutta la larghezza del foglio, il quale a sua volta procede in direzione perpendicolare al carrello mediante un sistema di rulli che lo trascina.
Sul carrello sono fissate le testine di stampa, il cui compito è quello di proiettare sul foglio delle piccolissime gocce di inchiostro, del volume di pochi picolitri, attraverso dei minuscoli fori detti ugelli. Il meccanismo di eiezione delle gocce può essere di due tipi:
- termico: in corrispondenza di ogni ugello è posizionato un resistore attraverso il quale vengono fatti passare impulsi di corrente; ad ogni impulso il resistore si scalda alla temperatura di alcune centinaia di gradi in pochi microsecondi e genera nell'inchiostro a contatto con esso una bolla di vapore. L'espansione di quest'ultima provoca l'espulsione della goccia dall'ugello soprastante[2]. Questa è la tecnologia più diffusa nell'ambito home/office ed è utilizzata da Hewlett-Packard, Canon, Lexmark e Olivetti;
- piezoelettrico: sotto ogni ugello è sistemato un canalino circondato da un cristallo piezoelettrico a cui vengono mandati degli impulsi elettrici; ogni impulso provoca la deformazione del cristallo e conseguentemente la repentina strozzatura del canalino e l'eiezione dell'inchiostro; è la tecnologia utilizzata da Epson.

L'inchiostro viene prelevato da serbatoi chiamati cartucce le quali possono contenere inchiostro libero o trattenuto da una spugna; nei modelli di stampanti per fogli di dimensioni A4 e A3, tali serbatoi sono solitamente di ridotte dimensioni e posizionati sul carrello, sopra le testine, e quindi si muovono assieme ad esso. Alcuni produttori in questi casi integrano le testine di stampa nelle cartucce e quindi l'esaurimento dell'inchiostro comporta la sostituzione della testina: ciò influisce sul costo della cartuccia, ma garantisce sempre l'efficienza delle testine.
Nelle stampanti per fogli di dimensioni maggiori, impropriamente chiamate plotter, le cartucce di inchiostro sono generalmente posizionate in un luogo fisso e collegate al carrello con le testine mediante tubi, alcune volte l'inchiostro è contenuto in veri e propri serbatoi da rabboccare periodicamente.

### Getto d'inchiostro continuo
Accanto alle tecnologie sopra descritte caratterizzate dall'eiezione d'inchiostro solo quando richiesto (Drop On Demand Ink Jet o Getto a richiesta) esiste il cosiddetto Continuous Ink Jet o getto d'inchiostro continuo, una tecnologia molto usata nei processi di stampa industriale e commerciale per alti volumi.
Essa è caratterizzata da alte frequenze di getto che permettono un'elevata velocità di stampa.
La risoluzione di stampa ottenibile raggiunge circa 300 dpi e i diametri degli ugelli variano tra i 5 e 42 μm. Gli inchiostri utilizzati sono a base di colorante e di acqua oppure al MEK (metiletilchetone) un tipo di solvente usato in questi inchiostri.
In questo caso l'inchiostro viene spruzzato continuamente e si deposita o meno sulla carta deviandone il flusso attraverso sistemi, in genere elettrostatici, che lo riciclano.

## Varianti
Nonostante la tecnologia base rimanga sempre la medesima, vi sono numerose differenze in termini sia di rapidità che di qualità di stampa. In particolare, alla storica stampa in quadricromia, sempre più spesso viene sostituita quella in esacromia. Alcune stampanti di fascia alta affiancano ai colori un lucidante usato quando si richiede qualità fotografica.
Questo tipo di tecnologia viene inoltre utilizzato sempre più per la stampa su stoffa, ma anche per depositare vari materiali (collanti, impermeabilizzanti, ecc.) ad esempio i quadri da stampa possono essere realizzati mediante un sistema a getto di 'inchiostro' che disegna sul quadro con un materiale impermeabile sostituendo il lungo processo di fotoincisione.
Questa tecnologia ha avuto un notevole successo commerciale, unisce infatti una buona qualità di stampa a dei prezzi contenuti e si è imposto quindi sia nel mercato dell'utenza privata e di uffici per il piccolo formato, sia in quello di studi tecnici, pubblicità e grafica per i grandi formati. In particolare per gli ultimi ben si presta alla valutazione delle bozze in scala reale dei manifesti prima di iniziare la preparazione delle matrici (onerosa) per altre tecnologie di stampa più adatte alle grandi quantità.

## Come Funziona
Nella maggior parte dei casi le stampanti a getto d’inchiostro in modulo continuo o le stampanti Drop-on-Demand si utilizzano in modo specifico per le applicazioni industriali.
Per quanto riguarda le stampanti Drop-On-Demand, l’inchiostro si trova in una sorta di serbatoio all’interno della testina di stampa. Al suo interno si generano onde a sovrappressione e depressione che consentono la fuoriuscita dall’ugello solo delle goccioline d’inchiostro effettivamente necessarie. Per questo metodo si applicano a loro volta due diversi processi in ambito industriale.

### Getto d’inchiostro piezoelettrico (PIJ)
Le stampanti piezoelettriche sfruttano il cosiddetto effetto piezoelettrico: se si produce una deformazione elastica del materiale piezoelettrico (cristalli o ceramiche piezoelettriche), si genera una tensione elettrica sulla sua superficie. Al contrario, il materiale si deforma se si applica una tensione elettrica. L’elemento piezoelettrico produce una breve deformazione dell’ugello di stampa. Con questo processo si sviluppa una pressione sull’inchiostro in modo che venga espulsa una gocciolina dalla testina di stampa. Per impedire la fuoriuscita continua e incontrollata dell’inchiostro dall’ugello, si inverte la polarità della tensione sull’elemento piezoelettrico in modo da produrre una deformazione nella direzione opposta. Grazie a questa soluzione si recupera l’inchiostro.
Le stampanti piezoelettriche soddisfano le aspettative grazie alla lunga durata delle testine di stampa e alla velocità di stampa estremamente elevata.

### Getto d’inchiostro termico (TIJ)
In condizioni normali l’inchiostro è denso e presenta una certa tensione superficiale. Per questo motivo non fuoriesce anticipatamente dalla cartuccia. Le cartucce d’inchiostro delle stampanti a getto d’inchiostro termiche dispongono di una serie di camere minuscole dotate di riscaldamento elettrico in cui si genera una bolla di vapore attraverso impulsi. Quest’ultima sospinge la gocciolina d’inchiostro attraverso l’ugello e la dispone esattamente sul materiale da stampare. La contrazione della bolla di vapore garantisce il richiamo dell’inchiostro nelle camere a partire dal serbatoio d’inchiostro e la sua espulsione nell’arco di un centesimo di milionesimo di secondo.
Le stampanti a getto d’inchiostro termiche (tecnicamente dette anche codificatrici a getto d’inchiostro termiche) eseguono le stampe in modo particolarmente economico, ma allo stesso tempo veloce e preciso.

## Applicazioni
Oltre alle normali stampanti da scrivania, la tecnologia a getto d'inchiostro viene sempre di più utilizzata per le stampe di grande formato (plotter) e per le stampe industriali a bobina.
Nel corso della fiera Drupa 2008 sono state presentate molte soluzioni di stampa a tecnologia a getto d'inchiostro che permettono di raggiungere velocità di stampa considerevoli tali da poter essere utilizzate in alcuni settori delle comunicazioni transazionali (rendiconti, fatturazione, estratti conto) e promozionali (Transpromo)
Le testine a getto d'inchiostro con tecnologia piezoelettrica sono state usate in precedenza nel mondo industriale per la realizzazione dei pannelli Lcd dei video e hanno dominato il mercato delle drop-on-demand nella stampa industriale e commerciale degli ultimi due decenni, perché offrono un getto ad alta frequenza e un'elevata durata di vita.